# 383 هـ
383 هـ هي سنة في التقويم الهجري امتدت مقابلةً في التقويم الميلادي بين سنتي 993 و994.

## أحداث
- تنافس على السلطة بفاس بين يدر بن يعلى اليفرني زعيم تامسنا وزيري بن عطية زعيم المغراويون.
- إنشاء جسر سوق الثلاثاء في بغداد في أعلى دار مؤنس المظفر (المحاكم المدنية حاليا).

## وفيات
- عبدالله بن محمد الثغري
- يدر بن يعلى اليفرني - أمير تامسنا.